# Festival international Montréal en arts
 (août 2023).
Si vous disposez d'ouvrages ou d'articles de référence ou si vous connaissez des sites web de qualité traitant du thème abordé ici, merci de compléter l'article en donnant les références utiles à sa vérifiabilité et en les liant à la section « Notes et références ».
Le Festival international Montréal en arts (utilisant pour sa promotion la graphie Festival Mtl en Arts), abrégé en FIMA, est un festival d'arts visuels basé à Montréal.

## Description
Présent dans le paysage montréalais depuis 1999, le FIMA rassemble plus de 150 artistes visuels, peintres, dessinateurs, photographes, artistes numériques, sculpteurs, sérigraphes et artisans qui présentent le fruit de leur travail sur la rue Sainte-Catherine, au centre-ville de Montréal. L'artère, prise d'assaut par l'art, de la rue Saint-Hubert à l'avenue Papineau, devient ainsi une « Galerue d'Art » d'un kilomètre de long.
Chaque espace d'exposition est accessible de la rue et identifié au nom de l'artiste. L'exposant emménage son espace, suspend ou accroche ses œuvres comme il le désire.
L'entrée est gratuite, les visiteurs circulent à leur guise : ils s'approchent ou passent, posent des questions et discutent avec les artistes, achètent des œuvres ou regardent tout simplement. Les artistes ont l'occasion de rencontrer le grand public et d'autres professionnels, galeristes ou collectionneurs.
Des performances artistiques et installations interactives s'ajoutent à l'exposition extérieure. À chaque année, des prix sont décernés par un jury de pairs et une récompense est attribuée à un artiste choisi par le public.